# Quirimbaua castroi
Quirimbaua castroi là một loài bọ cánh cứng trong họ Cerambycidae.